# Никола ди Улисе да Сиена
Никола ди Улисе да Сиена (на италиански: Nicola di Ulisse da Siena; известен по документи от 1428 до 1470 г.) - италиански художник от Сиенската школа.

## Биография
Датата и място на раждането на художника са неизвестни. Специалистите считат, че Никола се ражда и израства в Сиена, доколкото в документите той фигурира като Никола ди Улисе да Сиена, т.е „от Сиена“.
Той е разностранен художник, изписва фрески, създава кавалетни произведения, и посвещава много време на книжната миниатюра. В частност, му приписват миниатюри от манускрипта Missale Romanum („Римски молитвеник“; Сиена, Публична библиотека), създадена между 1427 и 1428 години по поръчка на кардинал Антонио Казини, чийто фамилен герб може да се види в долната част на няколко страници. Това е първото по време известно произведение Никола ди Улисе.
- През 1442 година художникът се намира в град Норчиа, където работи с Бартоломео ди Томазо, художник от Фолиньо и трима други майстори, разписвайки хора на църквата „Сан Агустино“. Това произведение е загубено, както и друга негова творба в църква Санта Мария Арджентеа, известна само по документи.
- Съгласно архивните документи, в 1451-52 години той живее в Сиена, където е известен като „Magistro“ (магистър). От това може да се направи извод, че към този момент, когато Никола напуска Сиена, той е вече известен художник. Архивните източници съобщават така, че по време на пребиваването си в Сиена той получава много престижна поръчка за създаване на картина „Възнесение на Мария“, която украсявала залата на Палацо Публико (Градското кметство), но сега загубена.
- През 1457 година художник работи в град Кашя, където разписва фрески църква „Сан Агустино“, но те не са съхранени. През 1461 година той разписва хора на монахините в тази църква, създавайки че цикъла фрески на тема Страстите Христови. Те са силно повредени от последваща реставрация. Даже в такъв вид фреските дават възможност да се разбере, в каква степен върху изкуството на Никола оказват влияние флорентинските новости. В съхранените подписи на Никола именува себе си “ingenio nullo superandus”. От този период е съхранена „Мадона с младенеца и светци“, която се намира в църква Сан Франческо в Каше.[2]
- През 1470 година художникът живее в Норчия, където има собствена къща. Архивните документи съобщават, че той е женен за жена по име Анджелела, и осиновил Бартоломео ди Джовани Бенедети. По поръчка на църквата Санта Схоластика, Никола изписва едно от най-известните свои произведения - „Възкресение“ (Норчия, Музео Кастелина). На нем он изобразява Христос, леко прикрит с полупрозрачен воал, ставащ от каменен ковчег. В главния олтар на абатство Св. Евтихий съхранява кръст изработен от Николо.